# Ruy Duarte de Carvalho
Ruy Duarte de Carvalho (Santarém, 22 d'abril de 1941 – Swakopmund, 12 d'agost de 2010) fou un escriptor, director de cinema i antropòleg d'Angola.

## Biografia
Portuguès de naixenment, passà la seva infantesa a Moçâmedes, però tornà a Santarém, el 1955. Després d'estudiar a l'Escola de Regentes Agrícolas de Santarém (actual Escola Superior Agrária), el 1960, marxà a exercir les seves funcions a l'Estació Experimental de Caraculo, a Moçâmedes. També va treballar als sectors de la cafeicultura i la ramaderia. El 1971 va instal·lar-se a Lourenço Marques, on fou cap de producció en una fàbrica de cervesa.
Em 1972 marxà a Londres per estudiar realització de cinema. En tornar fou admès a la Televisão Popular de Angola com a realitzador. És autor dels llargmetratges Nelisita: narrativas nyaneka (1982) i Moia: o recado das ilhas (1989).
Va adquirir la nacionalitat angolesa el 1983, marxà del país per doctorar-se en antropologia, a l'École des Hautes Études de Sciences Sociales de París.
A partir de 1976 concilià l'escriptura, el cinema i l'ensenyament a la Universitat Agostinho Neto. Com a professor convidat va ensenyar a la Universitat de Coïmbra i a la Universitat de São Paulo, a Brasil.
Autor de referència en llengua portuguesa, va publicar Chão de Oferta (1972) i A Decisão da Idade (1976), reunint en Lavra (2000), la seva obra poètica quasi completa. En ficció destaca Como se o mundo não tivesse Leste (1977), Vou lá visitar pastores (1999), Actas da Maianga -Dizer da(s) guerra(s) em Angola (2003) i Os Papéis do Inglês (2000).
va rebre el Premi Literari Casino da Póvoa amb Desmedida - Luanda, São Paulo, São Francisco e volta (2008). També el 2008 el Centro Cultural de Belém realitzà un cicle sobre la seva vida i obra, el primer dedicat a un autor en llengua portuguesa.
A data de la seva mort residia a Swakopmund, a Namíbia.

## Filmografia
- 1976 - Uma Festa para Viver, 40', p/b, 16mm, TPA
- 1976 - Angola 76, É a Vez da Voz do Povo (série de 3 documentários, 100’, p/b, 16 mm, TPA
- 1976 - Faz Lá Coragem, Camarada, 12O', p/b, 16 mm, TPA- O Deserto e os Mucubais, 2O', p/b, 16mm, TPA
- 1979 - Presente Angolano, Tempo Mumuíla (série de 10 documentários, cerca de 6 horas, p/b e cor, 16 mm, TPA)
- 1982 - O Balanço do Tempo na Cena de Angola, 45', cor, 16 mm, IAC
- 1982 - Nelisita, 7O', p/b, 16 mm, IAC
- 1986 – Videocarta para o meu irmão Antoninho. 40', cor, video, Maritimo futebol clube da Samba.
- 1989 - O Recado das Ilhas, 90’, cor, 35 mm, Madragoa Filmes / Gemini Films